# Carryduff
Carryduff (Ceathrú Aodha Dhuibh in gaelico irlandese) è un villaggio dell'Irlanda del Nord, situato nella contea di Down.